# 吸入性肺炎
吸入性肺炎是一种肺部感染，这是由于胃或口腔进入肺部的物质相对较多引起的，症状通常包括相对较快发作的发热和咳嗽，并发症可能包括肺脓肿。其中一些病例为化学性肺炎亚型，由酸性且无感染性的胃内容物进入肺部引起，而其他类型的则不是这样。
感染可能是由于各种各样的细菌所引起的。危险因素包括意识水平下降，吞咽困难，酗酒，管饲和口腔健康不良。诊断通常基于病史，症状，胸部X线和痰培养的结果。将此种肺炎同其他类型的肺炎区分开可能是困难的。
治疗通常用抗生素比如克林霉素，罗培南，氨苄青霉素/巴坦，或者莫西沙星。对于那些罹患化学性肺炎的患者，抗生素通常不是必需的。在因肺炎住院的人群中，约有10％是由于误吸所致。它更经常发生在老年人，尤其是在养老院中，男女两性都同样受到影响。